# Атипичен
„Атипичен“ (на английски: Atypical) е американски сериал, създаден от Робия Рашид за Нетфликс. Сериалът разказва историята на 18-годишния Сам Гарднър (Кийр Гилкрист), който страда от аутизъм. Първият сезон излиза на 11 август 2017 г. и се състои от осем епизода. Вторият сезон излиза на 7 септември 2018 г. и се състои от десет епизода. На 24 февруари 2020 г., получава последен четвърти сезон от десет епизода.
Първият сезон получава главно позитивни отзиви, въпреки че сериалът е критикуван поради липсата на аутистични актьори и неточности в изобразяването на аутизма.

## Актьорски състав и герои

### Главни
- Кийр Гилкрист в ролята на Сам Гарднър
- Бриджит Лънди-Пейн в ролята на Кейси Гарднър
- Дженифър Джейсън Лий в ролята на Елза Гарднър
- Майкъл Рапапорт в ролята на Дъг Гарднър
- Ейми Окуда в ролята на Джулия

### Второстепенни
- Греъм Роджърс в ролята на Евън Чапън
- Ник Додани в ролята на Захид
- Раул Кастийо в ролята на Ник
- Джена Бойд в ролята на Пейдж Хардауей